# Ноцицепция
Ноцице́пция; ноциперце́пция; физиологи́ческая боль — это активность в афферентных (чувствительных) нервных волокнах периферической и центральной нервной системы, возбуждаемая разнообразными стимулами, обладающими пульсирующей интенсивностью. Данная активность генерируется ноцицепторами, или по-другому рецепторами боли, которые могут отслеживать механические, тепловые или химические воздействия, превышающие порог возбудимости. Получив повреждающий стимул, ноцицептор передаёт сигнал через спинной мозг и далее в головной. Ноцицепция сопровождается также самыми разнообразными проявлениями и может служить для возникновения опыта боли у живых существ.

## Распознавание повреждающих сигналов
Механические, тепловые и химические стимулы распознаются чувствительными нервными волокнами, именуемыми ноцицепторами, которые расположены на коже и во внутренних областях, таких как надкостница или суставные поверхности. Концентрация ноцицепторов по всему телу различается, в основном они находятся на кожной поверхности и менее всего встречаются в глубоких внутренних поверхностях, особенно в головном мозге. Все ноцицепторы являются свободными нервными окончаниями, которые состоят только из конечных разветвлений осевого цилиндра чувствительного нейрона, благодаря чему и получили такое название, и они находятся вне ствола спинного мозга в спинном ганглии.
Ноцицепторы обладают определённым порогом чувствительности, то есть необходим некоторый минимальный уровень стимуляции прежде, чем они приведут к генерации сигнала. В некоторых случаях возбудимость чувствительных волокон становится чрезмерной, превышая действительный уровень воздействия болевого стимула, что приводит к состоянию, называемому гиперчувствительностью к боли. Как только порог достигнут, сигнал передаётся по аксону нерва в спинной мозг.

## Передача болевых сигналов в центральную нервную систему
Существуют два направления, по которым происходит передача сигналов в головной мозг. Это неоспинобугорный путь (для быстрой боли) и палеоспинобугорный путь (для медленной боли).

### Неоспиннобугорный путь
Быстрая боль направляется через Aδ-волокна, которые заканчиваются в сегменте I заднего рога спинного мозга. Здесь вторые по порядку в этом пути, передаточные нейроны вступают в дальнейший контакт и поднимают сигнал через позвоночные столбы. Эти волокна затем пересылают сигнал в вентролатеральные ядра таламуса. Оттуда третьи нейроны связываются с соматосенсорными полями коры головного мозга. Быстрая боль легко локализуется, если Aδ-волокна стимулируются совместно с тактильными рецепторами.

### Палеоспиннобугорный путь
Медленная боль передаётся через медленный тип С-волокон к сегментам II и III заднего рога спинного мозга, также именуемым студенистым веществом. Здесь вторые по порядку в этом пути нейроны контактируют и пересылают сигнал в сегмент V заднего рога спинного мозга. Затем третьи нейроны присоединяются к волокнам быстрого пути, и направляются через переднелатеральный путь. Эти нейроны широко распространены в стволе мозга, одна десятая часть которых завершается в таламусе, а остальные — в продолговатом мозге, мосту и среднем мозгу. Медленную боль сложно локализовать.

## Обезболивание

### Отвлечение
Организм по всему телу имеет несколько разных видов опиоидных рецепторов, которые участвуют в реакции, связанной с выработкой внутренних эндорфинов. При возникновении стороннего возбуждения эти рецепторы могут тормозить активность нейронов, которые в ином случае стимулировались бы ноцицепторами.
Согласно теории «контроля ворот», предложенной Патриком Уоллом и Роном Мелзаком, «ворота» для потока болевых импульсов «закрываются» другими безболезненными стимулами, такими как вибрация. Таким образом, может оказаться, что потирание ушибленного колена ослабляет боль, предотвращая её передачу в мозг. «Закрывание ворот» также может происходить, если сигналы, поступающие из мозга в спинной мозг, подавляются поступающей информацией о другой боли.

### Фармакологические методы
Для обезболивания используют несколько видов лекарственных препаратов (см. анальгетики):
1. Ненаркотические анальгетики,
2. Наркотические анальгетики,

а также
1. Противовоспалительные препараты

### Другие методы
- Электрообезболивание
- Психологический тренинг — например, современная методика обезболивания родов
- Генетические методы

Обнаружен ген, отключение которого у человека приводит к полной потере болевой чувствительности. Этот ген (SCN9A) находится на второй хромосоме и кодирует белок, участвующий в транспорте ионов натрия через мембраны нейронов, отвечающих за болевые ощущения.

## Реакции, вызываемые ноцицепцией
Когда ноцицепторы стимулируются, они передают сигналы через сенсорные нейроны в спинном мозге. Эти нейроны высвобождают глютамат, главный нейромедиатор, который пересылает сигналы от одного нейрона к другому через синапсы. Если сигналы поступают в ретикулярную формацию и таламус, ощущение боли возникает в сознании в тупой, плохо локализуемой форме. Из таламуса сигнал может направляться в соматосенсорную кору головного мозга, и тогда боль локализуется более чётко и ощущается с более определёнными характеристиками. Ноцицепция может также вызывать менее определённые автоматические реакции, не зависимые от сознания, такие как бледность, потоотделение, брадикардию, гипотонию, головокружение, тошноту и обморок.

## Происхождение термина
Термин «ноцицепция» был введен Чарльзом Скоттом Шеррингтоном, чтобы более чётко дифференцировать между физиологическим характером нервной активности при повреждении ткани и психологической реакцией на физиологическую боль. Слово «ноцицепция» происходит от латинских слов nocere — вредить и capere — брать, взять, принимать.